# Arrey von Dommer
Arrey von Dommer (født 9. februar 1828 i Danzig, død 18. februar 1905 i Treysa) var en tysk musikforfatter.
Von Dommer var oprindelig bestemt til teolog, men drevs af sin interesse for musik til Leipzig (1851), hvor han studerede komposition under Ernst Richter og Johann Christian Lobe og senere i flere år ernærede sig som lærer og musikkritiker. I 1863 tog han ophold i Hamborg, hvor han 1873-89 havde ansættelse som stadsbibliotekets sekretær. von Dommers hovedarbejder er: Elemente der Musik (1862), Musikalisches Lexikon (1865) og Handbuch der Musikgeschichte (bis zum Tode Beethovens) (1868, 3. oplag 1914, bearbejdet af Arnold Schering) regnedes i sin tid på grund af deres klarhed og grundighed til de bedste på dette område.